# Sabine Günther
Sabine Günther (Jena, República Democrática Alemana, 6 de noviembre de 1963), también llamada Sabine Rieger, es una atleta alemana retirada especializada en la prueba de 4 x 100 m, en la que ha conseguido ser campeona europea en 1990.

## Carrera deportiva
En el Campeonato Europeo de Atletismo de 1990 ganó la medalla de oro en los relevos 4 x 100 metros, con un tiempo de 41.68 segundos, llegando a meta por delante de Alemania Occidental (plata) y Reino Unido (bronce).